# Alberto Schieppati
Alberto Schieppati (né le 7 juin 1981) est un skieur alpin italien.

## Coupe du Monde
- Meilleur classement final: 52e en 2004.
- 1 podium.